# Zonosaurus brygooi
Zonosaurus brygooi — вид ящірок родини геррозаврових (Gerrhosauridae). Ендемік Мадагаскару. Вид названий на честь французького герпетолога Едуарда-Рауля Брігу.

## Поширення і екологія
Zonosaurus brygooi мешкають на північному сході і сході острова Мадагаскар, від півночі регіону Сава до півдня Атсінанани. Вони живуть у вологих рівнинних тропічних лісах, на висоті від 600 до 850 м над рівнем моря. Віддають перевагу сонячним місцинам на берегах струмків, однак порівняно з Zonosaurus madagascariensis зустрічаються у більш тінистих, вологих мікросередовищах.